# Tayfur Havutçu
Tayfur Havutçu (Hanau, 1970. április 23. –) török válogatott labdarúgó, edző.
A török válogatott tagjaként részt vett a 2000-es Európa-bajnokságon és a 2002-es világbajnokságon.

## Sikerei, díjai
Beşiktaş
- Török bajnok (1):2002–03
- Török kupagyőztes (2): 1997–98, 2005–06

Törökország
- Világbajnoki bronzérmes (1): 2002